# 島根県立隠岐水産高等学校
島根県立隠岐水産高等学校（しまねけんりつ おきすいさんこうとうがっこう, Shimane Prefectural Oki Fisheries High School）は、島根県隠岐郡隠岐の島町にある県立の水産高等学校。

## 概要
設置課程・学科
全日制課程
- 海洋システム科 - 海洋テクノコース・エンジニアコース
- 海洋生産科 - 食品生産コース・資源生産コース

専攻科
- 漁業科
- 機関科

## 沿革
商船学校
- 1907年（明治40年）4月1日 - 「隠岐町村組合立甲種[1]商船学校」が設立される。
- 1908年（明治41年）4月1日 - 県立移管の上、「島根県立隠岐商船学校」と改称。
- 1911年（明治44年）3月31日 - 島根県立隠岐商船学校が廃止される。
- 1921年（大正10年）4月1日 - 「隠岐町村組合立商船学校」（乙種）が設立される。

水産学校
- 1922年（大正11年）4月1日 - 浜田の島根県水産講習所と統合され、「島根県立隠岐商船水産学校」と改称。
- 1933年（昭和8年）4月1日 - 航海科の生徒募集を停止。
- 1936年（昭和11年）4月1日 - 商船に関する学科を廃止し、「島根県立隠岐水産学校」と改称。
- 1947年（昭和22年）4月1日 - 学制改革（六・三制の実施、新制中学校の発足）
  - 水産学校の生徒募集を停止（1年生不在）。
  - 新制中学校を併設し（島根県立隠岐水産学校併設中学校、以下・併設中学校）、水産学校1・2年修了者を新制中学校2・3年生として収容。
  - 併設中学校は経過措置としてあくまで暫定的に設置されたもので、新たに生徒募集は行われず、在校生が2・3年生のみの中学校であった。
  - 水産学校3・4年修了者はそのまま水産学校に在籍し、4・5年生となる（4年で卒業することもできた）。

新制水産高等学校
- 1948年（昭和23年）4月1日 - 学制改革（六・三・三制の実施、新制高等学校の発足）
  - 水産学校は廃止され、新制高等学校「島根県立隠岐水産高等学校」が発足。
  - 水産学校卒業生（5年修了者）を新制高校3年生、水産学校4年修了者を新制高校2年生、併設中学校卒業生（3年修了者）を新制高校1年生として収容。
  - 併設中学校は新制高校に継承され（名称:島根県立隠岐水産高等学校併設中学校）、1946年（昭和21年）に水産学校へ最後に入学した3年生のみとなる。
- 1949年（昭和24年）4月1日 - 高校三原則に基づく島根県内公立高校再編が行われる。
  - 統合により「島根県立隠岐高等学校水産科」となる。校舎は従来のものを使用する2校舎体制をとる。
- 1954年（昭和29年）4月1日 - 統合を解消し、再び「島根県立隠岐水産高等学校」（現校名）となる。
- 2007年（平成19年）- 創立100周年を迎える。

## 著名な出身者
- 中川秀恭 - 宗教哲学者、元国際基督教大学学長、元大妻女子大学学長
- 横地治男 - ダイニッカ株式会社創業者
- 片山豊 - マルマン株式会社創業者
- 隠岐の海歩 - 大相撲力士（八角部屋所属）現 年寄 君ヶ濱
- 隠岐の富士和也 - 大相撲力士（八角部屋所属）

### 学校長
- 島内桓太 - 第8代学校長、海軍軍人（最終階級は海軍少将）